# Salzbach (Aller)
El Salzbach és un petit afluent de l'Aller, un afluent major del Weser, a Saxònia-Anhalt. Neix al nucli de Morsleben i desemboca a l'Aller a Bartensleben. El seu nom («salz» = sal i «bach» = rierol) prové de l'alt contingut en sal i de potassa que prové del desguàs de les antigues mines de sal que travessa més amunt.

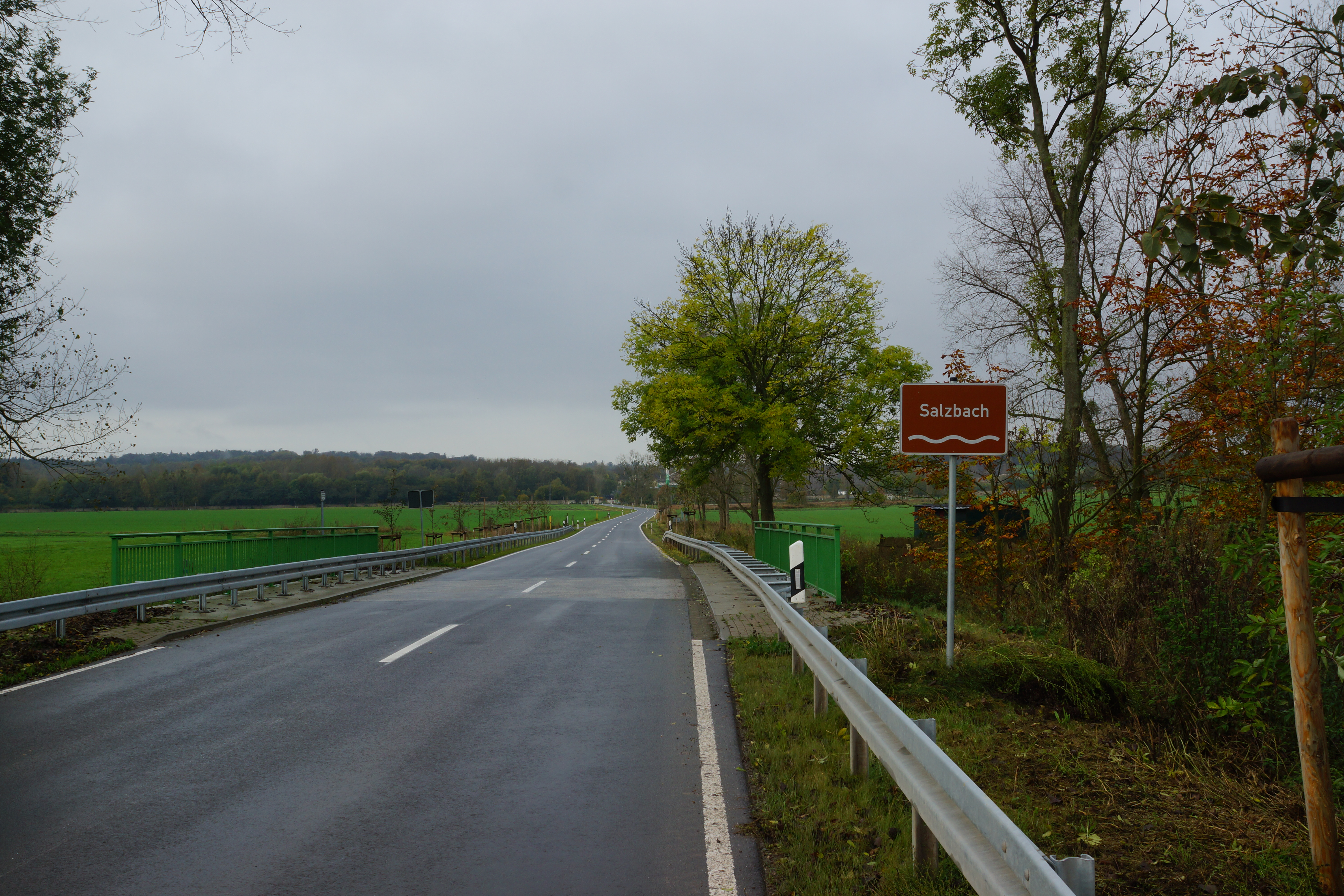
Prop de la desembocadura a l'Aller a Bartensleben on fa la frontera amb Beendorf